# Странное Рождество
«Странное Рождество» — украинский комедийный двухсерийный телевизионный фильм, снятый и выпущенный в 2006 году режиссёром Максимом Паперником. Фильм снят по мотивам комедии американского драматурга Джона Патрика «Странная миссис Сэвидж».

## Сюжет
В столице Украины, городе Киеве, уже несколько лет подряд на Рождество не выпадает снег. Однако в нынешнем году всё должно произойти по-другому.
Ольга Самойлова, вдова известного алкогольного магната, пообещала на людях, что если в этом году снега снова не будет, то вместо него она приобретёт на собственные средства искусственный снег и засыплет им весь город. Своей целью в жизни Ольга Николаевна считает осуществление чужих заветных мечтаний и организовывает «Фонд Счастья» в честь своего покойного мужа-миллионера.
Трое детей мужа Ольги от предыдущего брака — светская львица Лилия (О. Сумская), депутат Георгий (А. Гетманский) и прокурор Пётр (В. Горянский), — истратившие наследство отца, считают деньги мачехи своими и не намерены позволять ей их тратить. Они помещают Ольгу Николаевну в частную психиатрическую клинику, а затем требуют от неё отдать им ценные бумаги. При этом каждый из детей стремится присвоить все деньги себе, считая, что он самый любимый ребёнок и мама сказала правду только ему.
Но Ольга Николаевна перехитрила жадных злодеев. Пока она спокойно празднует Рождество, Лилию задерживают в зоологическом музее, где она в брюхе динозавра искала документы; Георгий вскопал в оранжерее президента клумбу с той же целью; а Пётр разобрал на даче старый дымоход.

## В ролях
| Актёр                | Роль             |
| -------------------- | ---------------- |
| Барбара Брыльска     | Ольга Самойлова  |
| Богдан Ступка        | доктор Павленко  |
| Лия Ахеджакова       | тётя Люся        |
| Ольга Сумская        | Лилия            |
| Владимир Горянский   | Пётр             |
| Александр Гетманский | Георгий          |
| Игорь Письменный     | Моисей           |
| Андрей Саминин       | Денис            |
| Леся Власова         | Любаша           |
| Ольга Кульчицкая     | Надя             |
| Инна Беликова        | Вера             |
| Дима Драч            | Гоша в детстве   |
| Владик Иванов        | Пётр в детстве   |
| Ира Шумлековская     | Лилия в детстве  |
| Александр Гайштут    | счастливый еврей |
| Константин Костышин  | первый директор  |
| Алла Гордиенко       | второй директор  |
| Вячеслав Стасенко    | третий директор  |

## Съёмочная группа
- Режиссёр-постановщик — Максим Паперник;
- Продюсеры — Владислав Ряшин, Алексей Гончаренко;
- Оператор-постановщик — Вадим Савицкий;
- Автор сценария — Слава Орещук;
- Композитор — Сергей Косаренко;
- Звукорежиссёр — Виктор Алфёров;
- Режиссёр монтажа — Александр Стогний;
- Художник по костюмам — Ольга Сеймур;
- Гримёр — Анна Брустинова.